# 蔡天宝
蔡天宝（英語：Chua Thian Poh，1948年7月11日—），祖籍福建晋江，出生于新加坡。他是新加坡地产界大亨、和美集团主席。

## 生平
蔡天宝于1969年创办了和美公司，从事金属品的制造与销售。次年起进入地产界，但后因第一次石油危机而负债累累。此后赴印度尼西亚淘金，但又因1978年印尼盾大幅贬值而陷入危机。不过他东山再起，并于1986年回到新加坡创办了和美集团，重新投入新加坡地产界。在买下了顺荣工业大厦、梅森皇家公寓后，他的事业蒸蒸日上。1996年，他因觉察到新加坡地产市场日趋饱和，转而赴英国投资地产项目。而当英国市场开始走下坡路后，他回到了新加坡。2003年，虽然当时非典爆发导致房地产市场低迷，但他还是买下了圣淘沙岛的升涛湾泊宁轩地块。最终项目供不应求，他也逐渐成为了新加坡地产界的传奇人物之一。
蔡天宝于2005年、2009年两度出任新加坡中华总商会会长，并担任过新加坡福建会馆会长、新加坡宗乡会馆联合总会会长。他于2005年、2010年两度被授予太平绅士职衔，2017年入选总统顾问理事会。此外，还获得过新加坡公共服务勋章（2004年）、殊功勋章（2014年）等荣誉。
据《福布斯》杂志2017年统计，蔡天宝的资产为14.6亿美元，位列新加坡富豪榜第21位。